# Садовый (Воронежская область)
Садо́вый (другое название Садовое) — посёлок в Новоусманском районе Воронежской области. Входит в Тимирязевское сельское поселение.

## Население
| 2008 | 2010 |
| ---- | ---- |
| 191  | ↗205 |

## Уличная сеть
- ул. Мичурина
- ул. Садовая
- ул. Тенистая

## Инфраструктура
В поселке работает предприятие «Крыловский плодоводческий совхоз».